# Здание Госбанка (Волгоград)
Здание Госбанка — административное здание в Волгограде. Расположено по адресу: проспект Ленина, 18. Памятник архитектуры регионального значения.
Здание построено в 1957 году по проекту архитекторов Е. И. Обухова и А. И. Губина. Здание четырёхэтажное, в сталинском стиле. Фасад, обращённый на проспект Ленина, украшает высокая колоннада.
В советское время в здании находилась Волгоградская областная контора Госбанка СССР. В настоящее время в нем размещается Главное управление Центрального банка Российской Федерации по Волгоградской области.